# Quyền LGBT ở Mozambique
Quyền đồng tính nữ, đồng tính nam, song tính và chuyển giới ở Mozambique phải đối mặt với những thách thức pháp lý mà những người không phải LGBT phải đối mặt.  Hoạt động tình dục đồng giới đã trở thành hợp pháp tại Mozambique theo Bộ luật hình sự mới có hiệu lực vào tháng 6 năm 2015. Phân biệt đối xử dựa trên xu hướng tình dục trong việc làm là bất hợp pháp kể từ năm 2007.
Mozambique, cùng với các thuộc địa cũ khác của Bồ Đào Nha, là một trong những quốc gia châu Phi thân thiện với người LGBT nhất.  Các cuộc thăm dò đã tìm thấy mức độ hỗ trợ vừa phải cho quyền LGBT và hôn nhân đồng giới.  Tuy nhiên, các cặp đồng giới không thể kết hôn hoặc nhận con nuôi, và những người LGBT vẫn phải đối mặt với sự phân biệt đối xử và định kiến.

## Bảng tóm tắt
| Hoạt động tình dục đồng giới hợp pháp                                                                                       | (Từ năm 2015) |
| Độ tuổi đồng ý | (Từ năm 2015) |
| Luật chống phân biệt đối xử trong việc làm                                                                                  | (Từ năm 2007) |
| Luật chống phân biệt đối xử trong việc cung cấp hàng hóa và dịch vụ                                                         | No            |
| Luật chống phân biệt đối xử trong tất cả các lĩnh vực khác (bao gồm phân biệt đối xử gián tiếp, ngôn từ kích động thù địch) | No            |
| Hôn nhân đồng giới | No            |
| Công nhận các cặp đồng giới                                                                                                 | No            |
| Con nuôi của các cặp vợ chồng đồng giới                                                                                     | No            |
| Con nuôi chung của các cặp đồng giới                                                                                        | No            |
| Người LGBT được phép phục vụ công khai trong quân đội                                                                       | No            |
| Quyền thay đổi giới tính hợp pháp                                                                                           |               |
| Truy cập IVF cho đồng tính nữ                                                                                               | No            |
| Mang thai hộ thương mại cho các cặp đồng tính nam                                                                           | No            |
| NQHN được phép hiến máu | No            |